# Frente de ráfaga

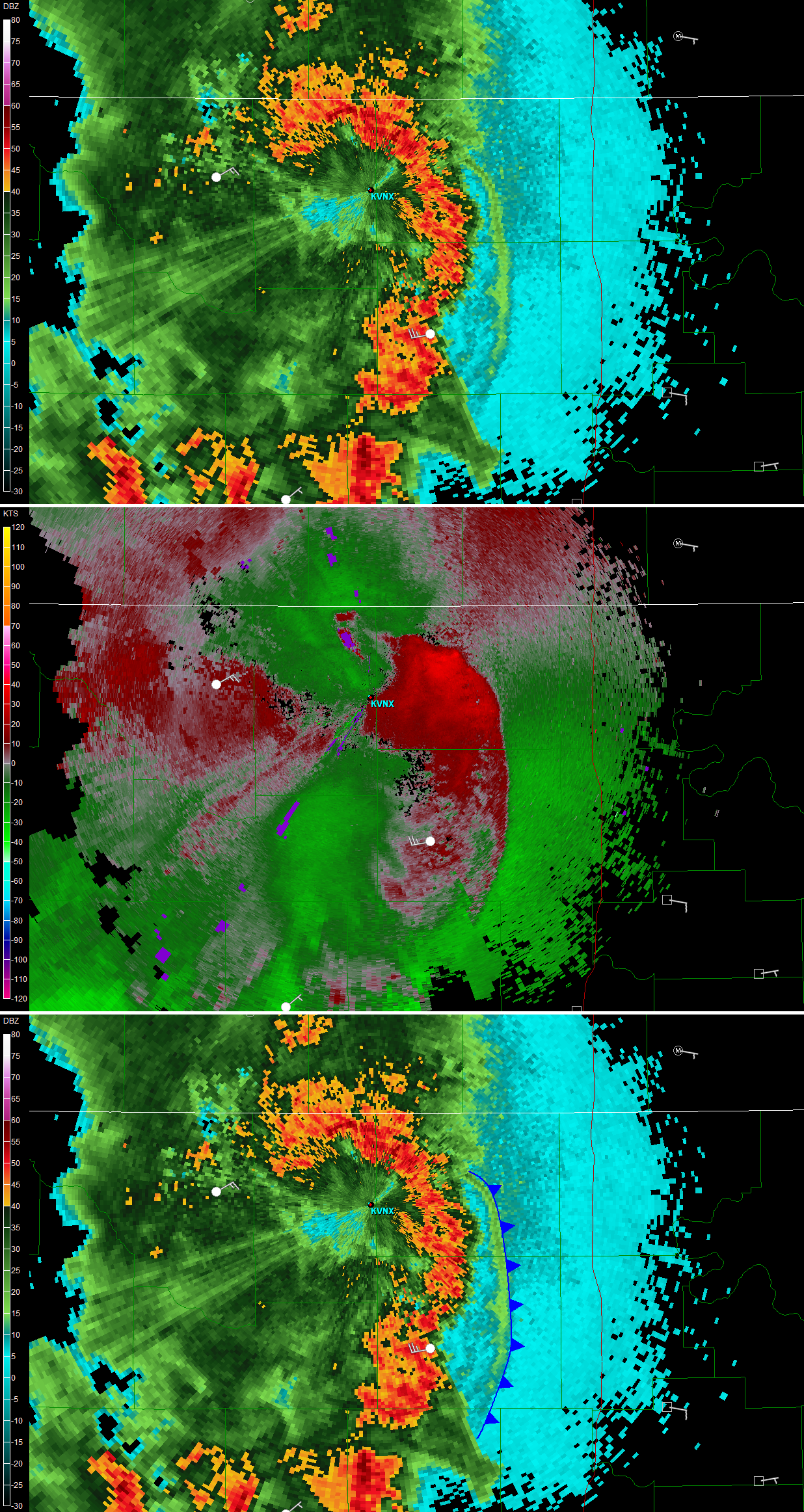
Imágenes de un frente en un radar con las velocidades radiales y frontales dibujadas, en la 3.ª abajo.

Un frente de ráfagas, también conocido como límite frontal, es una zona de separación en microescala o en mesoescala de aire frío de tormentas (fluyentes) de la atmósfera subyacente; es similar en efecto al frente frío, con pasajes marcados por una inyección de viento y usualmente la caída en temperatura y un correspondiente aumento de la presión. Estas corrientes pueden persistir por 24 h o más después de las tormentas que generaron y se disiparon, y pueden desplazarse cientos de km desde su área de origen. Nuevas tormentas frecuentemente se desarrollan a lo largo de estas corrientes, especialmente cerca del punto de intersección con otro frente frío, frente de punto de rocío, otros flujos, etc.) Estos frentes pueden verse como finas líneas en el radar meteo, o arcos de nubes bajas en imágenes de satélite meteorológico. Desde la tierra, estos frentes pueden ser co-localizados con la apariencia de nube en arco o de nube almeja. 
Los movimientos de flujo atmosférico crean cizalladura de viento de bajo nivel, pudiendo ser peligrosas durante los pasajes de aeronaves en ascenso o para aterrizar. Versiones potentes de esos desarrollos conocidos como "corrientes descendentes" pueden ser generadas en medios con cizalladuras verticales y a niveles medios de aire seco. Los microfrentes suelen tener un diámetro de influencia menor a 4 km; mientras los macrofrentes ocurren sobre un diámetro mayor a 4 km. Los microfrentes húmedos ocurren en atmósferas donde los bajos niveles están saturados, mientras los microfrentes secos ocurren en atmósferas más secas, tormentas de base alta. Cuando un frente se mueve hacia un más estable ambiente de bajo nivel, tales los dentro de una región de aire más frío o sobre regiones de Tº más frías del agua marítima, puede comenzar a desarrollarse una nube ondular. 

## Definición

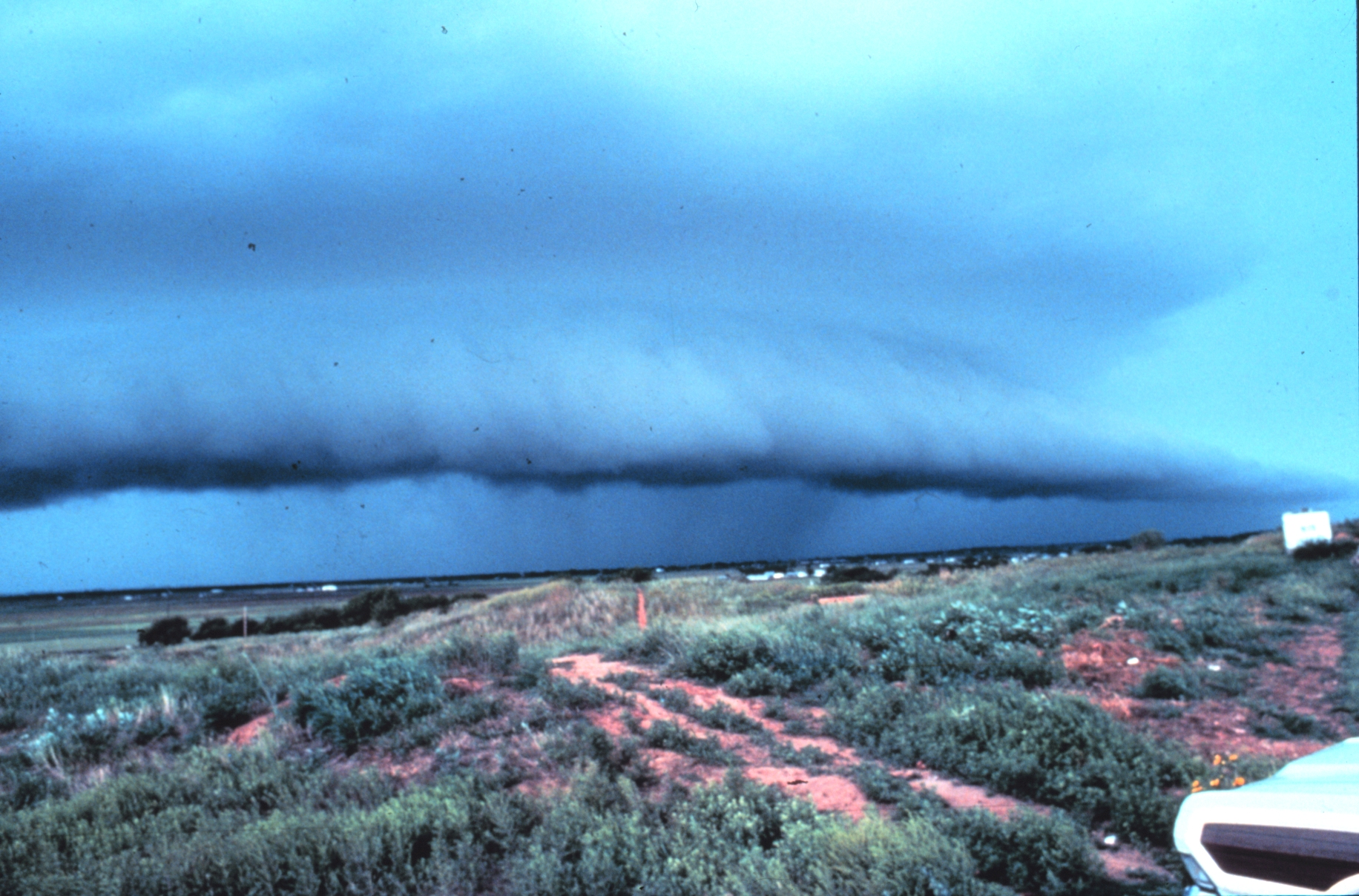
Tormenta con pesado frente, Brookhaven, Nuevo México.

Un flujo del tipo frente de ráfaga, o nube de arco, es el principio de los vientos en ráfagas, más fríos, de tormentas con ascendentes; a veces asociados con una nube en arco. Un súbito salto en la presión es asociado con su pasaje.  Y pueden persistir por más de 24 h y atravesar centenares de miles de km desde su área de origen.

## Origen

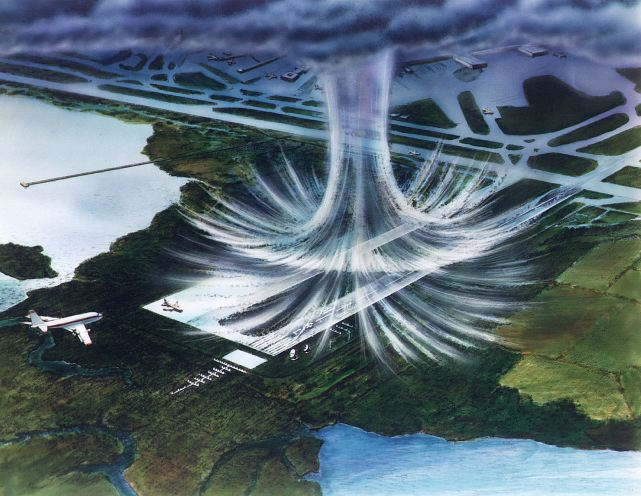
Ilustración de un microfrente. El régimen ventoso en el microfrente es opuesto al de un tornado.

## Apariencia

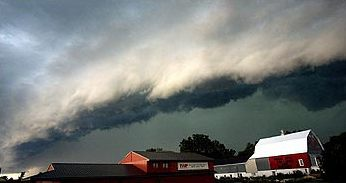
Nube de frente, Minnesota.